# Новая 4-я армия
Новая 4-я армия (кит. трад. 新四軍, упр. 新四军, пиньинь  Xīn 4 Jūn) – одно из соединений Национально-революционной армии Китая, контролировавшееся китайскими коммунистами.

## Первое формирование
Создана в составе Национально-революционной армии 25 декабря 1937 года в Ханькоу под руководством коммунистов из бойцов и командиров бывшей Красной армии (в частности, войск Сян Ина) и партизанских отрядов Центрального и Южного Китая. В основном действия Новой 4-й НРА развертывались к северо-западу и западу от озера Тайху. Армия названа «Новой» в честь ранее существовавшей 4-й НРА, которой с 1925 года командовал Е Тин.
В ходе переговоров о создании Новой 4-й армии КПК настояла на том, чтобы командующим армией стал коммунист Е Тин, один из руководитель Наньчанского восстания и Кантонской коммуны. Заместителем Е Тина стал Сян Ин, член Политбюро ЦК КПК и один из создателей китайской Красной армии. Начальником штаба армии и командиром 3-й бригады стал коммунист Чжан Юньи, окончивший военную школу Вампу. Командирами Красной армии были и начальник политотдела армии Ян Гобин  и командир 1-й бригады Цин Ни.
Части Новой 4-й армии вели боевые действия в Центральном Китае в тылу японцев, в районе Нанкина, Шанхая и Ханчжоу.

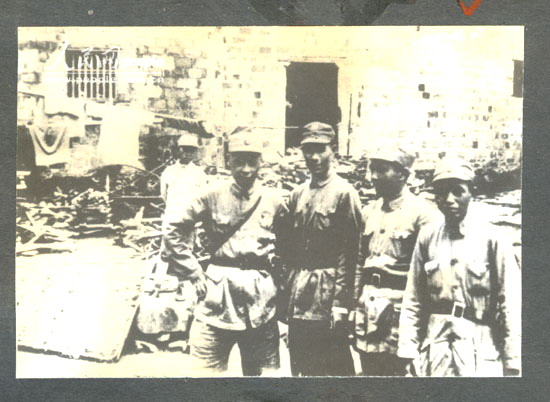
Командиры 8-й и Новой 4-й армий

Во второй половине 1940 года командование 8-й и Новой 4-й армий организовало самую крупную за всю войну войсковую операцию коммунистических армий против японских захватчиков – т.н. «Битву ста полков». В ней участвовало более 400 тыс. бойцов. За три с половиной месяца боев народные армии вывели из строя более 20 тыс. вражеских солдат и офицеров и освободили от противника территорию с населением более 5 млн человек, но в ходе последовавшего контрнаступления японцев вынуждены были отойти на исходные позиции. Опыт операции привёл руководство КПК к необходимости перехода к тактике мелких партизанских акций против японцев без проведения крупномасштабных сражений.
С весны 1940 года правительственные войска под командованием генерала Ли Цзунжэня неоднократно наносили удары по Новой 4-й армии, оттесняя её из районов, освобожденных от японских войск.

## Гибель
В начале 1941 года вследствие обострения отношений между КПК и Гоминьданом Чан Кайши потребовал, чтобы Новая 4-я армия перешла на северный берег Янцзы, а её численность была снижена. Несмотря на выполнение ультиматума, 19 декабря 1940 года военный министр чунцинского правительства Хэ Инцинь подписал приказ об уничтожении Новой 4-й армии. Войска генерала Гу Чжутуна в ходе внезапного нападения разгромили штабную колонну армии, взяли в плен генерала Е Тина и многих высших её командиров. Заместитель Е Тина Сян Ин, раненый в бою, был схвачен и убит. Чан Кайши издал приказ о расформировании Новой 4-й армии. Часть войск Армии оказались разбиты и рассеяны.

## Второе формирование

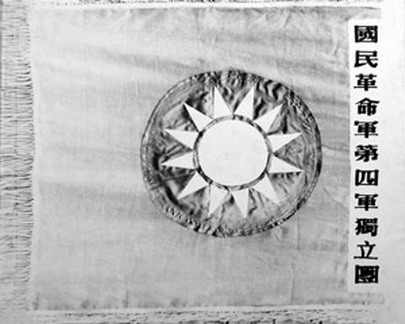
Флаг Новой 4-й армии. 1935 г.

Постановлением ЦК КПК от 20 января 1941 года армия вновь восстанавливалась в количестве семи дивизий под названием Новая 4-я НРА.
С весны 1941 года в рядах Новой 4-й армии служил полевым врачом Якоб Розенфельд, будущий министр здравоохранения КНР.
К началу 1944 года численность армии составляла около 99 тысяч бойцов. Командующим армией стал Чэнь И, его заместителем — Чжан Юньи, комиссаром некоторое время был Лю Шаоци. Районами действия армии были Нанкин-Шанхайская и Шанхай-Ханьчжоуская железные дороги и южный участок Тяньцзинь-Пукоуской железной дороги. Армия имела базы в провинции Цзянсу и отчасти в Хубэе.
Летом 1946 года, после возобновления Гражданской войны в Китае, на основе 8 армии, Новой 4 армии и Северо-Восточной антияпонской объединённой армии была сформирована Северо-Восточная народно-освободительная армия.